# 花冠伊兰猛水蚤
花冠伊兰猛水蚤（学名：Elaphoidella coronata）为异足猛水蚤科伊兰猛水蚤属的动物。分布于吕宋岛、马来半岛、英国、夏威夷、北美以及中国大陆的广东、广西、福建、云南等地，多见于湖池、河流的沿岸带底层。沼泽、积水洼及温泉中亦有分布。